# Баймырза-батыр
Баймы́рза-баты́р Ме́ргенулы (каз. Баймырза-батыр Мергенұлы) — казахский батыр, опытный полководец, глава рода, сын Мерген-батыра и внук Бабас-бия. Руководил войнами против Джунгарского ханства и Российской империи.

## Биография
Баймырза-батыр родился в 1741 году в селе Шубалан (современный Джангельдинский район, Костанайская область). Отец Баймырза-батыра — Мерген-батыр, также был казахским батыром, бием, оратором, главой рода, жившим в начале XVIII века. Мерген-батыр оставил после себя пять ружей в наследство своему сыну Баймырзе. В 13 лет Баймырза проявился в военном искусстве, победив в схватке в одном бою сразу трёх других батыров.
Баймырза пользовался огромным уважением среди казахского общества. Этому факту свидетельствуют пожелания уважаемых в народе мудрецов трёх жузов Баймырзе:
Даже врагу не пожелает смерти, мягкий душой и сердцем, жизнь пусть будет длинной, на поясе будет  сабля, камча никогда не вылетает из рук, пусть здоровье будет вдвойне, среди потомков рождались бии, батыры, акыны.
Баймырза-батыр был одним из руководителей борьбы казахского народа против джунгарских войск, а также открыто поддерживал крестьянское восстание под руководством Емельяна Пугачёва в 1773-1775 годах. Баймырза-батыр являлся одним из самых активных участников борьбы против колониальной политики Российской империи.

## Мавзолей
Мавзолей Баймырза аулие (каз. Баймырза әулие кесенесі) — находится в сельском округе Каламкарасу, село Шубалан, Джангельдинский район, Костанайская область, Казахстан. Одно из самых почитаемых сакральных мест в Джангельдинском районе, располагается на высоком холме.
Согласно местным народным преданиям, он обладал даром исцеления больных людей, за что народ прозвал его «Баймырза аулие», то есть «святой Баймырза». После его смерти в 1829 году, над его могилой был построен мавзолей, который в течение нескольких веков стал «святым мазаром», местом поклонения жителей Торгая. Несмотря на антирелигиозную политику в годы советской власти, к мавзолею приходили местные жители и отдавали дань памяти «святому батыру». Считается, что если больные люди заночуют у подножия мазара, то они выздоравливают, избавляясь от своих болезней.

## Память
Личность Баймырза-батыра упоминается в произведениях известных казахстанских писателей Гафу Каирбекова и Сырбая Мауленова и в исследованиях известных краеведов С. Кенжеахметова и Ж. Косабаева.

## Потомки
Среди потомков Баймырза-батыра есть много видных людей. Суттыбай-бий, Токе-бий, волостной правитель Смагул и военачальники периода среднеазиатского восстания 1916 года: Хакимбек Токеулы и Сейдахмет Байсейит. Лауреат государственной премии Республики Казахстан, поэт Гафу Каирбеков и академик Марат Барманкулов являются потомками Баймырза-батыра. Потомки Баймырза-батыра живут в Джангельдинском районе Костанайской области Казахстана.